# Audoin I d'Angoulême
Audoino o Alduino, conte d'Angoulême (IX secolo – 27 marzo 916), fu conte d'Angoulême dall'886 fino alla sua morte.

## Origine
Sia secondo il monaco e storico, Ademaro di Chabannes, che secondo la Historia Pontificum et Comitum Engolismensis, Audoino o Alduino, era figlio primogenito del conte d'Angouleme, di Périgord e di Agen, Vulgrino I e della moglie, Regelinda, sorella di Guglielmo il tolosano, che era figlia del duca di Settimania, conte di Autun, conte di Barcellona e conte di Tolosa, Bernardo I e di Dhuoda di Guascogna, anche se non viene citata coi figli maschi nel Le manuel de Dhuoda (843)(804-843), presunta figlia del duca di Guascogna Sancho I Lopez (772-816) e autrice di un celebre Manuale per il figlio Guglielmo.
Secondo il documento n° XXXI dei Documents publiés par la Société archéologique du Gâtinais, Vulgrino I d'Angoulême è figlio del Conte di Flavigny, Vulfardo e della moglie, Susanna di Parigi, figlia del conte di Tolosa, duca di Settimania e conte di Parigi, Begone, inerente ad una donazione del fratello di Vulgrino, anche lui di nome Vulfardo che era stato Arcivescovo di Bourges, inoltre ai genitori e Vulgrino cita anche i fratelli, Adelardo Ymo e Hildeburga.

## Biografia
Ancora, secondo il monaco e storico, Ademaro di Chabannes, suo padre, Vulgrino I morì il 3 maggio (5 Non Mai) 886 e fu sepolto nell'Abbazia di San Cybard (iuxta basilicam Sancti Eparchii); anche gli Annales Engolismenses riportano la morte di Vulgrino nell'886.
Ancora Ademaro di Chabannes ci informa che a Vulgrino succedettero il figlio primogenito, Audoino nella contea d'Angouleme ed il secondogenito, Guglielmo nella contea di Périgord.
Alduino viene citato più volte come conte di Angouleme, nelle Chartes et documents pour servir à l'histoire de l'abbaye de Charroux: 
- che si oppone ai Normanni[8]
- facendo riferimento a due avvenimenti miracolosi che aiutarono a contrastare i Normanni[9].

Ancora la Historia Pontificum et Comitum Engolismensis, ricorda che Audoino o Alduino, durante il suo governo, riparò ed iniziò a restaurare le mura di Angoulême.
Sia Ademaro di Chabannes, che la Historia Pontificum et Comitum Engolismensis, ricordano che alcuni anni prima di morire l'Angouleme fu colpito da una carestia che portò ad azioni di inaudita ferocia (si comportavano come i lupi); allora Audoino o Alduino, fece dono, inviandola tramite i figlio, Guglielmo Tagliaferro, di una reliquia di legno ornata di gemme, ad un santuario e la piaga cessò.
Audoino o Alduino morì il 27 marzo del 916, come ci viene ricordato dagli Annales Engolismenses; Ademaro di Chabannes e la Historia Pontificum et Comitum Engolismensis, ricordano anche che i Normanni prima della sua morte, avevano cessato di costituire un pericolo e che Audoino fu sepolto ad Angoulême, nell'Abbazia di San Cybard, accanto a suo padre, Vulgrino I. Ad Audoino o Alduino succedette il figlio, Guglielmo Tagliaferro

## Discendenza
Audoino o Alduino aveva sposato una donna di cui non conosciamo né il nome né gli ascendenti e dalla quale ebbe un figlio:
- Guglielmo Tagliaferro, conte d'Angouleme[3].

## Ascendenza
|                       |                       |                       | Genitori             |  |  | Nonni |  |  | Bisnonni |  |  | Trisnonni |  |
|                       |                       |                       |                      |  |  |       |  |  | …        |  |  | …         |  |
|                       |                       |                       |                      |  |  |       |  |  | …        |  |  | …         |  |
|                       |                       | …                     |                      |  |  |       |  |  | …        |  |  |           |  |
| Vulfardo di Flavigny  |                       |                       |                      |  |  |       |  |  | …        |  |  |           |  |
|                       |                       | …                     | …                    |  |  |       |  |  |          |  |  |           |  |
|                       |                       | …                     | …                    |  |  |       |  |  |          |  |  |           |  |
|                       |                       | …                     | …                    |  |  |       |  |  |          |  |  |           |  |
| Vulgrin I d'Angoulême |                       | …                     |                      |  |  |       |  |  |          |  |  |           |  |
|                       |                       | Begone di Tolosa      | Gerardo I di Parigi  |  |  |       |  |  |          |  |  |           |  |
|                       |                       | Begone di Tolosa      | Gerardo I di Parigi  |  |  |       |  |  |          |  |  |           |  |
|                       |                       | Begone di Tolosa      | Rotrude              |  |  |       |  |  |          |  |  |           |  |
| Susanna di Tolosa     |                       | Begone di Tolosa      |                      |  |  |       |  |  |          |  |  |           |  |
|                       |                       | Alpais                | …                    |  |  |       |  |  |          |  |  |           |  |
|                       |                       | Alpais                | …                    |  |  |       |  |  |          |  |  |           |  |
|                       |                       | Alpais                | …                    |  |  |       |  |  |          |  |  |           |  |
| Audoin I d'Angoulême  |                       | Alpais                |                      |  |  |       |  |  |          |  |  |           |  |
|                       | Guglielmo d'Aquitania | Teodorico I d'Autun   |                      |  |  |       |  |  |          |  |  |           |  |
|                       | Guglielmo d'Aquitania | Teodorico I d'Autun   |                      |  |  |       |  |  |          |  |  |           |  |
|                       | Guglielmo d'Aquitania | Alda di Francia       |                      |  |  |       |  |  |          |  |  |           |  |
| Bernardo I di Tolosa  | Guglielmo d'Aquitania |                       |                      |  |  |       |  |  |          |  |  |           |  |
|                       |                       | Cunegonda d'Austrasia | …                    |  |  |       |  |  |          |  |  |           |  |
|                       |                       | Cunegonda d'Austrasia | …                    |  |  |       |  |  |          |  |  |           |  |
|                       |                       | Cunegonda d'Austrasia | …                    |  |  |       |  |  |          |  |  |           |  |
| Regelinda             |                       | Cunegonda d'Austrasia |                      |  |  |       |  |  |          |  |  |           |  |
|                       |                       | Sancho I di Guascogna | Lupo II di Guascogna |  |  |       |  |  |          |  |  |           |  |
|                       |                       | Sancho I di Guascogna | Lupo II di Guascogna |  |  |       |  |  |          |  |  |           |  |
|                       |                       | Sancho I di Guascogna | …                    |  |  |       |  |  |          |  |  |           |  |
| Dhuoda                |                       | Sancho I di Guascogna |                      |  |  |       |  |  |          |  |  |           |  |
|                       |                       | …                     | …                    |  |  |       |  |  |          |  |  |           |  |
|                       |                       | …                     | …                    |  |  |       |  |  |          |  |  |           |  |
|                       |                       | …                     | …                    |  |  |       |  |  |          |  |  |           |  |
|                       |                       | …                     |                      |  |  |       |  |  |          |  |  |           |  |

### Fonti primarie
- (LA) Monumenta Germaniae Historica, tomus IV (archiviato dall'url originale il 6 aprile 2019).
- (LA) Monumenta Germaniae Historica, tomus XVI (archiviato dall'url originale il 26 agosto 2014).
- (FR, LA)   Documents publiés par la Société archéologique du Gâtinais.
- (LA) Ademarus Engolismensis, Historiarum Libri Tres (PDF).
- (LA) Chronicon Santi Maxentii Pictavinis.
- (LA) Chartes et documents pour servir à l'histoire de l'abbaye de Charroux.
- (LA) Historia Pontificum et Comitum Engolismensis.
- (LA) Le manuel de Dhuoda.

### Letteratura storiografica
- Louis Halphen, Francia: gli ultimi Carolingi e l'ascesa di Ugo Capeto (888-987), in «Storia del mondo medievale», vol. II, 1979, pp. 636–661